# Президентские выборы в Южной Корее (1971)
К концу второго президентского срока Пак Чон Хи стало понятно, что экономические реформы в стране могут продолжаться лишь при неизменном политическом курсе. Некоторые исследователи полагают, что при этом Пак не видел среди своего окружения человека, который мог бы стать его преемником, и в то же время понимал, что в случае прихода к власти оппозиции большая часть его проектов будет свёрнута исключительно потому, что их автор — именно он. Поскольку действующая конституция ограничивала пребывание президента на посту двумя сроками, возникла необходимость пересмотра конституции. 17 октября 1969 года предложение о третьем сроке было одобрено на национальном референдуме, и в 1971 году, несмотря на яростные протесты оппозиции (пришлось вводить чрезвычайное положение), Пак выиграл президентские выборы в третий раз (53.2 % голосов против 45,3 %, отданных за Ким Дэ Чжуна).
Президентские выборы 1971 года состоялись 27 апреля. Явка на выборах составила 79,8 %.

## Результаты выборов
| Кандидат               | Партия                                    | Число поданых голосов | %     | %     |
| ---------------------- | ----------------------------------------- | --------------------- | ----- | ----- |
| Пак Чон Хи             | Демократическая республиканская партия    | 6 342 828             | 53,2  |       |
| Ким Дэ Чжун            | Новая демократическая партия              | 5 395 900             | 45,3  |       |
| Чин Бок Ки             | Народная партия                           | 122 914               | 1,0   |       |
| Пак Ки Чхуль           | Демократическая националистическая партия | 43 753                | 0,4   |       |
| Ли Джон Юн             | Либерально-демократическая партия         | 17 823                | 0,1   |       |
| Всего                  | Всего                                     | 12 417 824            | 100,0 | 100,0 |
| Источник: Nohlen et al |                                           |                       |       |       |